# Salix ikenoana
Salix ikenoana är en videväxtart som beskrevs av Arika Kimura. Salix ikenoana ingår i släktet viden, och familjen videväxter. Inga underarter finns listade i Catalogue of Life.